# آقاخان عبدالله‌یف
آقاخان میناخان اوغلو عبدالله‌یف (به ترکی آذربایجانی: Ağaxan Minaxan oğlu Abdullayev) (زاده: ۶ فوریه ۱۹۵۰، امیرجان، باکو - ۲۵ دسامبر ۲۰۱۶) خواننده مقام آذربایجانی است.
او دوره متوسطه را در ۱۹۶۸ به پایان برد. درخلال سال‌های ۱۹۶۹–۱۹۷۳ به تحصیل در دانشکده موسیقی عاصف زینالی پرداخت.

## درگذشت
پس از سالها دست و پنجه نرم کردن با بیماری سرطان، او در ۲۵ دسامبر ۲۰۱۶ در روز کریسمس و در ۶۶ سالگی درگذشت و در قبرستان مشاهیر باکو دفن شد.